# Dominion Steel and Coal Corporation

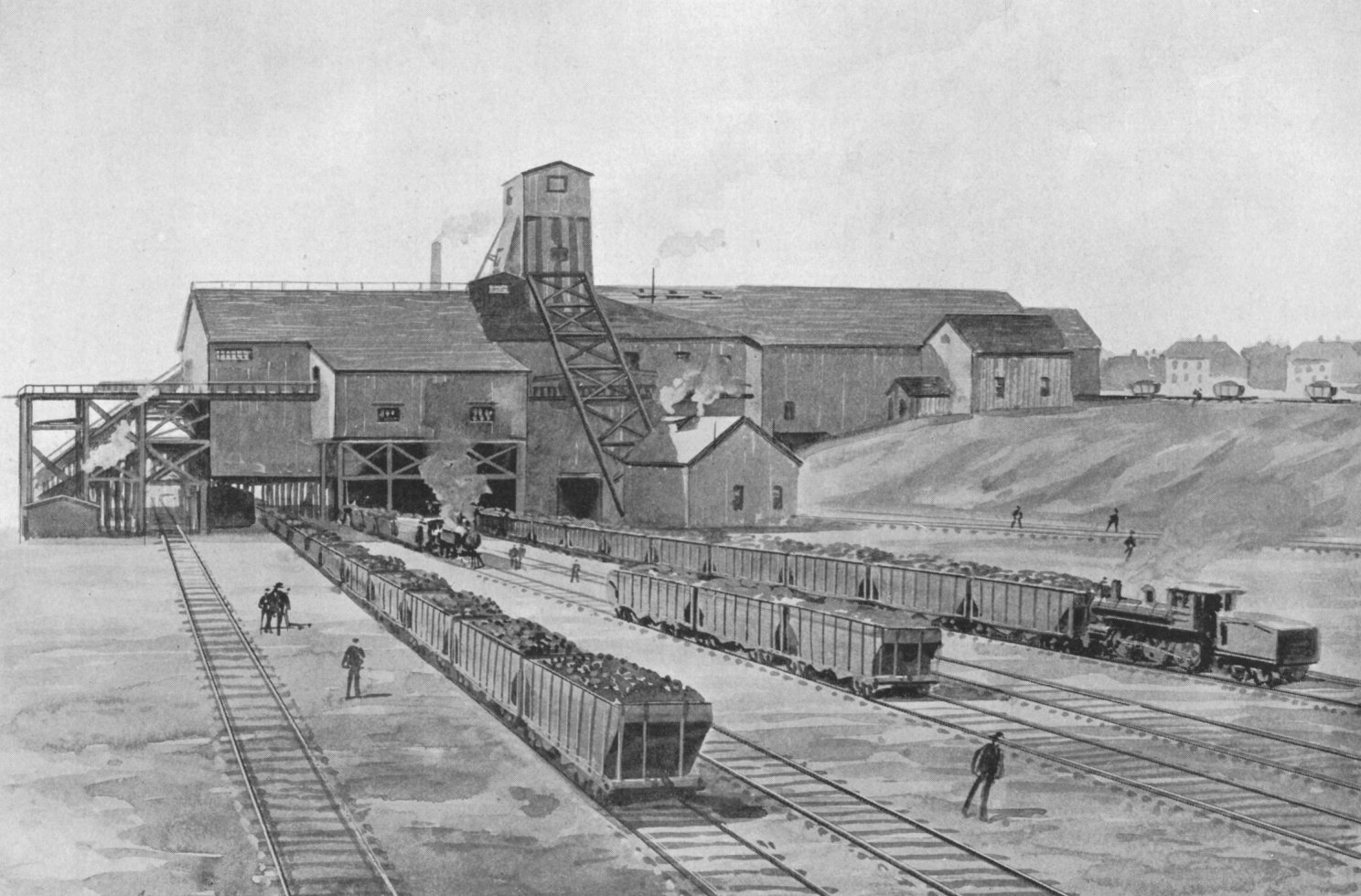
Mine de la Dominion Steel Company au Cap-Breton en Nouvelle-Écosse vers 1900

Dominion Steel and Coal Corporation (DOSCO) était une compagnie de mine de charbon et de manufacture d'acier canadienne. Elle a été fondée en 1928 et a débuté ses opérations en 1930. Dans les années 1930 à 1950, la DOSCO était l'un des plus grands employeurs privés au Canada. En 1957, la compagnie a été achetée par Avro Canada (en) et, en 1962, intégrée à Hawker Siddeley Canada (en). Elle a été dissoute en 1968 après que la majorité de ses propriétés au Cap-Breton en Nouvelle-Écosse ait été expropriée et nationalisée par les gouvernements fédéral et provincial.